# Triamcinolone
Triamcinolone là một glucocorticoid được sử dụng để điều trị một số bệnh về da, dị ứng và rối loạn thấp khớp trong số những người khác. Nó cũng được sử dụng để ngăn ngừa bệnh hen suyễn và COPD trở nên tồi tệ hơn. Nó có thể được đưa vào cơ thể theo nhiều cách khác nhau bao gồm bằng miệng, tiêm cơ bắp và hít vào.
Các tác dụng phụ thường gặp khi sử dụng lâu dài bao gồm loãng xương, đục thủy tinh thể, tưa miệng và yếu cơ. Các tác dụng phụ nghiêm trọng có thể bao gồm rối loạn tâm thần, tăng nguy cơ nhiễm trùng, ức chế tuyến thượng thận và co thắt phế quản. Sử dụng trong thai kỳ nói chung là an toàn. Nó hoạt động bằng cách giảm viêm và hoạt động của hệ thống miễn dịch.
Triamcinolone được cấp bằng sáng chế vào năm 1956 và được đưa vào sử dụng y tế vào năm 1958. Nó có sẵn như là một loại thuốc gốc. Tại Hoa Kỳ, chi phí bán buôn là khoảng 0,06 đô la Mỹ mỗi gram cho dạng kem. Năm 2016, đây là loại thuốc được kê đơn nhiều thứ 122 tại Hoa Kỳ với hơn 6 triệu đơn thuốc.

## Sử dụng trong y tế
Triamcinolone được sử dụng để điều trị một số bệnh lý nội khoa khác nhau, chẳng hạn như bệnh chàm, lichen sclerosus, bệnh vẩy nến, viêm khớp, dị ứng, viêm loét đại tràng, lupus, viêm mắt đồng cảm, viêm động mạch thái dương, viêm màng bồ đào, viêm mắt, sẹo lồi, viêm da tiếp xúc urushiol gây ra, loét miệng (thường là triamcinolone acetonide), tắc tĩnh mạch trung tâm võng mạc, chụp hình ảnh trong khi cắt bỏ tử cung và phòng ngừa các cơn hen.
Dẫn xuất Triamcinolone acetonide là thành phần hoạt chất trong các chế phẩm bôi ngoài da khác nhau (kem, kem dưỡng da, thuốc mỡ, thuốc xịt khí dung) được thiết kế để điều trị các tình trạng da như phát ban, viêm, đỏ hoặc ngứa dữ dội do bệnh chàm  và viêm da.

## Tác dụng phụ
Tác dụng phụ của triamcinolone bao gồm đau họng, chảy máu cam, ho nhiều, đau đầu và sổ mũi.   Các mảng trắng ở cổ họng hoặc mũi cho thấy tác dụng phụ nghiêm trọng.  Các triệu chứng của phản ứng dị ứng bao gồm phát ban, ngứa, sưng, chóng mặt nghiêm trọng, khó thở.